# Ares (misil)
Ares fue el nombre de un proyecto de misil balístico intercontinental estadounidense de una sola etapa y propulsado por combustible líquido, llevado a cabo a principios de los años 1960 y finalmente cancelado.
Dos compañías, Aerojet y Rocketdyne, estudiaron el concepto, consistente en un misil de una sola etapa con un elevado impulso específico obtenido en parte por el uso de una gran tobera desplegable y altas presiones en la cámara de combustión para poder alcanzar distancias intercontinentales o incluso llegar a órbita.
El proyecto fue cancelado cuando el Secretario de Defensa Robert McNamara decretó el uso exclusivo de combustible sólido en todos los misiles intecontinentales.

## Especificaciones
- Carga útil/ojiva: 4000 kg a una órbita de 160 km
- Masa total: 150.000 kg
- Diámetro: 3 m
- Longitud total: 30 m